# Luigi Robotti
Luigi Robotti (Rho, 11 aprile 1931 – Paradiso, 30 luglio 2017) è stato un calciatore italiano, di ruolo centrocampista o attaccante.

## Carriera
Inizia la carriera in Serie C al Crotone, club con cui retrocede in IV Serie al termine della stagione 1951-1952.
Nel 1953 passa alla Salernitana che milita in Serie B. Nella sua prima stagione tra i cadetti ottiene il dodicesimo posto.
Lascia i campani nel 1954 per il Modena, club con cui sfiora la promozione in massima serie al termine dell'annata 1954-1955.
Nel 1956 passa al Genoa, in Serie A; con i rossoblu esordisce in massima serie il 23 settembre nella vittoria esterna per 1-0 contro l'Atalanta. 
Con i Grifoni ottiene tre salvezze ed una retrocessione in cadetteria al termine della stagione 1959-1960.
In Serie B giocò con i liguri solo un incontro; la stagione terminò per la compagine genovese con la permanenza nella serie nonostante una penalità di sette punti inflittale per un tentativo di illecito fatto l'anno precedente.
Nel 1961 passa al Cesena, in Serie C. Con i bianconeri ottenne il sesto posto del Girone B.

## Caratteristiche tecniche
Giocatore duttile, Robotti era in grado di ricoprire sia il ruolo di centrocampista che quello di attaccante. Era apprezzato per la sua versatilità tattica, che gli permetteva di adattarsi a diverse posizioni in campo a seconda delle esigenze della squadra. Dotato di una buona tecnica individuale, sapeva gestire il pallone anche in spazi ristretti, e disponeva di un'intelligenza tattica che gli consentiva di leggere bene il gioco. Era inoltre conosciuto per il suo tiro potente dalla distanza, caratteristica tipica dei centrocampisti offensivi della sua epoca.